# Theano (Pythagoreerin)
Theano wird in antiken Quellen als Pythagoreerin und oft als Frau des Philosophen Pythagoras von Samos bezeichnet. Demnach lebte sie im späten 6. und vielleicht noch im frühen 5. Jahrhundert v. Chr. Allerdings ist ihre Existenz zweifelhaft. In der römischen Kaiserzeit galt sie als Muster weiblicher Tugend.

## Leben
Erstmals erwähnt wird Theano bei dem Philosophen Dikaiarchos, der in der zweiten Hälfte des 4. Jahrhunderts und im frühen 3. Jahrhundert v. Chr. lebte. Er bezeichnet sie nicht als Gattin, sondern nur als Anhängerin des Pythagoras. Im 3. Jahrhundert v. Chr. behauptete der Dichter Hermesianax, Pythagoras habe sie leidenschaftlich geliebt. Als Ehefrau des Philosophen wird sie ausdrücklich erst in Quellen der römischen Kaiserzeit bezeichnet.
Die Angaben über ihre Herkunft sind widersprüchlich; sie stammen aus Quellen der römischen Kaiserzeit. Einer der Überlieferungen zufolge war sie Kreterin, nach einer anderen stammte sie aus Kroton (heute Crotone in Kalabrien, Süditalien), nach einer weiteren aus Metapont in der Basilikata. Ihr Vater soll ein Pythagoreer namens Brontinos oder Brotinos gewesen sein; nach einer abweichenden Angabe war er ihr Ehemann. Die weitaus meisten Quellen, die ihre Ehe erwähnen, berichten, sie sei die Frau des Pythagoras gewesen, der sich um 530 in Süditalien niederließ und zunächst in Kroton, später in Metapont lebte. Sie soll Kinder gehabt haben, für die unterschiedliche Namen überliefert sind; ein Sohn soll Telauges geheißen haben, eine Tochter Myia; auch von einer Tochter namens Damo ist in späten Quellen die Rede.

## Rezeption
Für die Nachwelt wurde Theano eine legendenhafte Gestalt, eine Verkörperung weiblicher Weisheit und Tugend. Zu diesem Ruf trugen vor allem die ihr zugeschriebenen pseudepigraphen (unechten) Theano-Briefe bei, die in der römischen Kaiserzeit verbreitet waren. Sieben davon sind erhalten geblieben; von diesen sind fünf an Frauen gerichtet. Sie handeln von den Aufgaben einer Ehefrau und Mutter, von einer angemessenen Reaktion auf einen vom Ehemann begangenen Ehebruch, von Erziehungsfragen (wobei vor Verwöhnung der Kinder gewarnt wird) und vom Umgang mit dem Gesinde. Die Gruppe der drei längeren Briefe (an Eubule, Nikostrate und Kallisto) ist in mehreren Handschriften überliefert, die der vier kurzen, die wohl wesentlich später entstanden ist, nur in einer. Theanos Autorschaft der drei längeren ist umstritten, der vier kürzeren unwahrscheinlich. Der Herausgeber Alfons Städele vermutet für sämtliche Briefe Entstehung in der römischen Kaiserzeit. Außer den Briefen wurden Theano auch Schriften über philosophische Themen vor allem aus dem Bereich der Tugendlehre zugeschrieben, von denen außer ihren Titeln wenig bekannt ist, sowie eine Spruchsammlung; überliefert sind einzelne angebliche Sprüche Theanos sowie die nur in syrischer Übersetzung erhaltene Spruchsammlung Rat der Theano, deren griechische Originalfassung wohl aus der römischen Kaiserzeit stammte.
Im 14. Jahrhundert berichtete der byzantinische Geschichtsschreiber Nikephoros Gregoras, Eudokia Neokaisareitissa, die spätere Gattin von Konstantin Palaiologos, sei eine zweite Theano genannt worden. Aus dem Zusammenhang ist ersichtlich, dass Theano noch im Mittelalter als Muster einer vorzüglich gebildeten Frau galt.
Die erste Edition der Briefe erschien 1499 bei Aldus Manutius in Venedig; es folgten weitere Ausgaben sowie Übersetzungen. Christoph Martin Wieland veröffentlichte 1789 seine Studie Die Pythagorischen Frauen mit einer Übersetzung von drei Theano zugeschriebenen Briefen, die er für echt hielt. Wieland äußerte sich enthusiastisch über die angeblichen Briefe der Pythagoreerinnen und besonders über Theanos Tugend.
In Herders Zerstreuten Blättern und in seiner Schrift Gott. Einige Gespräche (1787) tritt eine Gesprächspartnerin namens Theano auf, deren Namen er wohl an die antike Pythagoreerin anknüpfend wählte.

## Textausgaben und Übersetzungen
- Alfons Städele (Hrsg.): Die Briefe des Pythagoras und der Pythagoreer. Anton Hain, Meisenheim am Glan 1980, ISBN 3-445-02128-7 (kritische Edition mit Übersetzung)
- Kai Brodersen (Hrsg.): Theano: Briefe einer antiken Philosophin. Reclam, Stuttgart 2010, ISBN 978-3-15-018787-6 (unkritische Edition der Briefe sowie von Quellentexten zu Theano und ihr zugeschriebenen Aussprüchen mit Übersetzung; enthält auch Wielands Studie Die Pythagorischen Frauen)